# Saison 2 d'Elementary
Chronologie
Saison 1 Saison 3
Cet article présente les vingt-quatre épisodes de la deuxième saison de la série télévisée américaine Elementary.

## Synopsis
Le célèbre détective venu de Londres, Sherlock Holmes, habite New York. Tout juste sorti d'une cure de désintoxication, il est contraint de cohabiter avec son parrain de sobriété, le Dr Joan Watson, ancienne chirurgienne reconvertie dans l'assistanat. Les capacités d'observation et de déduction de Holmes et l'expertise médicale de Watson aident à résoudre les affaires les plus impossibles du NYPD.

## Distribution

### Acteurs principaux
- Jonny Lee Miller (VF : Guillaume Lebon) : Sherlock Holmes
- Lucy Liu (VF : Laëtitia Godès) : Dr Joan Watson
- Jon Michael Hill (VF : Namakan Koné) : l'inspecteur Marcus Bell
- Aidan Quinn (VF : Michel Dodane) : le capitaine Thomas Gregson

### Acteurs récurrents
- Rhys Ifans (VF : Michel Ferre) : Mycroft Holmes (épisodes 1, 7, 8, 21, 22, 23 et 24)
- Sean Pertwee (VF : Patrick Poivey) : l'inspecteur Lestrade (épisodes 1, 16 et 17)
- Roger Rees : Alistair Moore (épisodes 1 et 20)
- Stephen Tyrone Williams (en) : Randy (épisodes 11 et 14)
- Ato Essandoh (VF : Jean-Baptiste Anoumon) : Alfredo Llamosa (épisode 11)
- Candis Cayne : Mme Hudson (épisode 23)
- Natalie Dormer (VF : Sandra Valentin) : Irène Adler / Jamie Moriarty (épisode 12)

### Invités
- Jeremy Jordan : Joey Castoro (épisode 2)
- Lynn Collins : Tanya Dempsey (épisode 2)
- Steve Kazee : Jeff Heinz (épisode 3)
- Laura Benanti : Anne Barker (épisode 4)
- Paul Sorvino : Robert Pardillo (épisode 13)
- Vincent Curatola (en) : Theodore « Big Teddy » Ferrara (épisode 13)
- Jeremy Davidson : Gordon Cushing[1] (épisode 17)
- Shiri Appleby : Dalit Zirin (épisode 18)
- Ron Canada (en) : Manny Rose[2] (épisode 18)
- Ron Raines (en) : Ian (épisode 20)
- Ralph Brown : Tim Sherrington (épisodes 23 et 24)
- Jim Norton : Sir James Walter (épisodes 23 et 24)
- Emily Bergl : Marion West[3] (épisode 23)

## Production
Le 27 mars 2013, la série a été renouvelée pour une deuxième saison.

### Casting
En juin 2013, l'acteur Rhys Ifans a obtenu le rôle récurrent de Mycroft Holmes, frère ainé de Sherlock, dès le premier épisode de la deuxième saison.
En juillet 2013, l'acteur britannique Sean Pertwee est annoncé dans le rôle de l'inspecteur Lestrade durant la deuxième saison.
En août 2013, Jeremy Jordan et Lynn Collins sont invités le temps d'un épisode lors de la deuxième saison.
En septembre 2013, Steve Kazee et Laura Benanti sont invités le temps d'un épisode lors de la deuxième saison.
En décembre 2013, Paul Sorvino et Vincent Curatola (en) sont invités le temps d'un épisode lors de la deuxième saison.

### Diffusion
Aux États-Unis, la saison est diffusée en simultané depuis le 26 septembre 2013 sur le réseau CBS et le réseau Global au Canada.
La diffusion francophone va se dérouler ainsi :
En Suisse, la saison a été diffusée du 18 septembre 2014 au 11 décembre 2014 sur RTS Un, avec deux épisodes par semaine.
En France, la saison a été diffusée du 5 décembre 2014 au 13 février 2015 sur M6, avec deux épisodes par semaine.

## Liste des épisodes

### Épisode 1:London Calling
- États-Unis /  Canada : 26 septembre 2013 sur CBS[12] / Global
- Suisse : 18 septembre 2014 sur RTS Un[11]
- France : 5 décembre 2014 sur M6
- Québec : 6 février 2015 sur Séries+

- États-Unis : 10,18 millions de téléspectateurs[13]
- Canada : 1,45 million de téléspectateurs[14],[15] (première diffusion)

- Sean Pertwee (Inspecteur Gareth Lestrade)
- Tim McMullan (Inspecteur-Chef Hopkins)
- Rufus Wright (Lawrence Pendry)
- John Owens (Prêtre)

### Épisode 2:Échec et Maths
- États-Unis /  Canada : 3 octobre 2013 sur CBS / Global
- Suisse : 18 septembre 2014 sur RTS Un[11]
- France : 5 décembre 2014 sur M6
- Québec : 13 février 2015 sur Séries+

- États-Unis : 9,38 millions de téléspectateurs[16]
- Canada : 1,35 million de téléspectateurs[17] (première diffusion)

- Jeremy Jordan (Joey Castoro)
- Lynn Collins (Tanya Dempsey)
- Khalil Kain (Benny Charles)
- Rich Sommer (Harlan Emple)
- Glenn Fitzgerald (Linus Roe)
- Rick Holmes (Jason Harrison)
- Rock Kohli (Chauffeur de Taxi)
- Nick Maccarone (Dean Kaneshiro)
- Simon Feil (Employé au bureau)

### Épisode 3:Secret d'état
- États-Unis /  Canada : 10 octobre 2013 sur CBS / Global
- Suisse : 25 septembre 2014 sur RTS Un[11]
- France : 12 décembre 2014 sur M6
- Québec : 20 février 2015 sur Séries+

- États-Unis : 9,06 millions de téléspectateurs[18] (première diffusion)
- Canada : 1,1 million de téléspectateurs (première diffusion)

- Susan Pourfar (Emily Hankins)
- Christian Campbell (Ezra Kleinfelter)
- Ronald Guttman (M. Mueller / Elliot Honeycutt)
- Laura Osnes (Celia Carroll)
- Peter McRobbie (Milton Van Kirk)
- Adeel Ahmed (Chauffeur de Taxi)
- Steve Kazee (Jeff Heinz)
- Darragh O'Connor (David Hess)
- Joe Cassidy (Agent no 1)
- Scott Whitehurst (Agent no 2)
- Joan Carlos Infante (Technicien de Scène de Crime)
- Anthony Fazio (Livreur)
- Chester Jones III (Cycliste)

### Épisode 4:L'Empoisonneuse
- États-Unis /  Canada : 17 octobre 2013 sur CBS / Global
- Suisse : 25 septembre 2014 sur RTS Un[11]
- France : 12 décembre 2014 sur M6
- Québec : 27 février 2015 sur Séries+

- États-Unis : 8,52 millions de téléspectateurs[19] (première diffusion)
- Canada : 1,29 million de téléspectateurs[20] (première diffusion)

- Laura Benanti (Anne Barker)
- Samuel H. Levine (Graham Delancey)
- Noelle Beck (Peri Delancey)
- Steve Greenstein (Titus Delancey)
- Nancy Lemenager (Susan Bettman)
- Keesha Sharp (Professeur Felicia)
- Patrick Kerr (Simon)
- Paul Fitzgerald (Burt Jeffries)
- Cindy Katz (Marsha Stecker)
- Robert Emmet Lunney (Avocat)

### Épisode 5:Un détective dans la mafia
- États-Unis /  Canada : 24 octobre 2013 sur CBS / Global
- Suisse : 2 octobre 2014 sur RTS Un
- France : 19 décembre 2014 sur M6
- Québec : 6 mars 2015 sur Séries+

- États-Unis : 8,72 millions de téléspectateurs[21] (première diffusion)
- Canada : 1,13 million de téléspectateurs[22] (première diffusion)

- Jordan Gelber (Médecin Légiste Reginald « Rex » Hawes)
- Mia Barron (Lara Banin)
- Danielle Nicolet (Jennifer Sayles)
- Wass Stevens (Travis Hardwick)
- Misha Kuznetsov (Marko Zubkov)
- Olivia Baseman (Sasha Zubkov)
- Tibor Feldman (Dr Michael Glassman)
- Mike Starr (Russell Gertz)
- Deirdre Madigan (Réceptionniste)
- AJ Cedeno (Barman)
- Vanessa Aspillaga (Secrétaire)
- Gene Gabriel (Technicien de Scène de Crime)

### Épisode 6:Partenaires particuliers
- États-Unis /  Canada : 31 octobre 2013 sur CBS / Global
- Suisse : 2 octobre 2014 sur RTS Un
- France : 26 décembre 2014 sur M6
- Québec : 13 mars 2015 sur Séries+

- États-Unis : 9,47 millions de téléspectateurs[23] (première diffusion)
- Canada : 1,48 million de téléspectateurs[24] (première diffusion)

- Talia Balsam (Cheryl Gregson)
- Sarah Wynter (Beth Roney)
- Peter Hermann (Inspecteur Craig Basken)
- Ted King (James Monroe)
- Armando Riesco (en) (Jacob Esparz)
- Kathleen Chalfant (Mme Clennon)
- Christopher Burns (Inspecteur-chef)
- Danny Rutigliano (Prisonnier)

### Épisode 7:Madame la marquise
- États-Unis /  Canada : 7 novembre 2013 sur CBS / Global
- Suisse : 9 octobre 2014 sur RTS Un
- France : 2 janvier 2015 sur M6
- Québec : 20 mars 2015 sur Séries+

- États-Unis : 8,89 millions de téléspectateurs[25] (première diffusion)
- Canada : 1,27 million de téléspectateurs[26] (première diffusion)

- Olivia d'Abo (Nigella Mason)
- Andrew Samonsky (El Mecanico)
- Orlagh Cassidy (Maris)
- Phyllis Somerville (Miriam Berg)
- Joe Forbrich (Brad Scheff)
- Christopher Tocco (Will)
- Jane Pfitsch (Lisanne)
- Lucas Salvagno (Drogué)
- Ken Marks (Président)

### Épisode 8:La Mort en héritage
- États-Unis /  Canada : 14 novembre 2013 sur CBS / Global
- Suisse : 9 octobre 2014 sur RTS Un
- France : 2 janvier 2015 sur M6
- Québec : 27 mars 2015 sur Séries+

- États-Unis : 8,54 millions de téléspectateurs[27] (première diffusion)
- Canada : 1,38 million de téléspectateurs[28] (première diffusion)

- Margaret Colin (Natalie Gale)
- William Sadler (Ian Gale)
- Kersti Bryan (Haley Tyler)
- Elliot Villar (Christian Suarez)
- Jordan Gelber (Dr Eugene Hawes)
- Casey Biggs (Alan Becker)
- Johanna Day (Maureen Tyler)
- Kieran Campion (Ray McKibben)
- Mark Zeisler (Arthur Watkins)
- Keith Eric Chappelle (Chauffeur du service)
- Stephen Friedrich (Employé)
- Mike Masters (Chef de la sécurité)

### Épisode 9:Le Prédateur
- États-Unis /  Canada : 21 novembre 2013 sur CBS / Global
- Suisse : 23 octobre 2014 sur RTS Un
- France : 9 janvier 2015 sur M6
- Québec : 3 avril 2015 sur Séries+

- États-Unis : 9,24 millions de téléspectateurs[29] (première diffusion)
- Canada : 1,68 million de téléspectateurs[30] (première diffusion + différé 7 jours)

- Troy Garity (Lucas Bundsch)
- Chris Bauer (Inspecteur Gerry Coventry)
- Eric Sheffer Stevens (Tim Spalding)
- Charlotte Maier (Cynthia Tilden)
- Kate Cullen Roberts (Kathy Spalding)
- Dillan Arrick (Jenna Lombard)
- Dee Pelletier (Technicien du polygraphe)
- Kacie Sheik (Réceptionniste)
- Ryan McCarthy (Shérif no 1)
- Lucas Dixon (Shérif no 2)
- Howard W. Overshown (Détective)
- Marcus Callender (Policier)

### Épisode 10:Triste Sire
- États-Unis /  Canada : 5 décembre 2013 sur CBS / Global
- Suisse : 23 octobre 2014 sur RTS Un
- France : 9 janvier 2015 sur M6
- Québec : 10 avril 2015 sur Séries+

- États-Unis : 8,29 millions de téléspectateurs[31] (première diffusion)
- Canada : 1,68 million de téléspectateurs[32] (première diffusion + différé 7 jours)

- Elizabeth Marvel (Cassandra Walker)
- Frankie Faison (Juge Brewster O'Hare)
- Jordan Lage (Dr Phineas Hobbs)
- Zachary Booth (Silas Cole)
- Brian Reddy (Commissaire August Patrick)
- Danny Mastrogiorgio (James Dylan)
- Angel Desai (Dr Gretchen Primler)
- Robert Turano (Bailiff)
- Tom Day (Policier en uniforme)

### Épisode 11:Le Sommet de la pyramide
- États-Unis /  Canada : 12 décembre 2013 sur CBS / Global
- Suisse : 30 octobre 2014 sur RTS Un
- France : 16 janvier 2015 sur M6
- Québec : 17 avril 2015 sur Séries+

- États-Unis : 9,09 millions de téléspectateurs[33] (première diffusion)
- Canada : 1,71 million de téléspectateurs[34] (première diffusion + différé 7 jours)

- Ato Essandoh (Alfredo Llamosa)
- Heather Burns (Chloe Butler)
- Richard Masur (Jacob Weiss)
- Stephen Tyrone Williams (Randy)
- Thomas Ryan (Oscar Holt)
- Peter Gerety (Frank Da Silva)
- Rebecca Dayan (Fabiana)
- Lucas Hall (Nelson Maddox)
- Robert Creighton (Inspecteur Luntz)
- Kristine Johnson (Journaliste)

### Épisode 12:Diaboliquement vôtre
- États-Unis /  Canada : 2 janvier 2014 sur CBS / Global
- Suisse : 30 octobre 2014 sur RTS Un
- France : 16 janvier 2015 sur M6
- Québec : 24 avril 2015 sur Séries+

- États-Unis : 9,04 millions de téléspectateurs[35] (première diffusion)
- Canada : 1,63 million de téléspectateurs[36] (première diffusion + différé 7 jours)

- Natalie Dormer (Moriarty)
- Andrew Howard (Devon Gaspar)
- Faran Tahir (Ramses Mattoo)
- Delphina Belle (Kayden Fuller)
- Andy Murray (John Clay)
- Romell Witherspoon (Henchman)
- Dion Mucciacito (Kelty)
- John Brummer (Molina)
- Rachel Pickup (Allison Fuller)
- Jeffrey C. Hawkins (Detective)
- Donovan Christie Jr. (Rendez-vous de Watson)

### Épisode 13:Qui veut la peau de Bobby Belle-Gueule?
- États-Unis /  Canada : 9 janvier 2014 sur CBS / Global
- Suisse : 6 novembre 2014 sur RTS Un
- France : 23 janvier 2015 sur M6
- Québec : 1er mai 2015 sur Séries+

- États-Unis : 9,97 millions de téléspectateurs[37] (première diffusion)
- Canada : 1,8 million de téléspectateurs[38] (première diffusion + différé 7 jours)

- Peter Gerety (Chef adjoint Frank Da Silva)
- Danny McCarthy (Inspecteur Nash)
- Paul Sorvino (Robert Pardillo)
- Wendy Hoopes (Inspecteur Annie Wozniak)
- Tim Guinee (Dean McNally)
- Fulvio Cecere (Dante Scalice)
- Vincent Curatola (Theodore « Big Teddy » Ferrara)
- Jed Orelmann (Riley)
- James Andrew O'Connor (Garde de la sécurité)
- Nick Dillenburg (Policier en uniforme)

### Épisode 14:Nanosaurus Rex
- États-Unis /  Canada : 30 janvier 2014 sur CBS / Global
- Suisse : 6 novembre 2014 sur RTS Un
- France : 23 janvier 2015 sur M6
- Québec : 8 mai 2015 sur Séries+

- États-Unis : 10,34 millions de téléspectateurs[39] (première diffusion)
- Canada : 1,73 million de téléspectateurs[40] (première diffusion + différé 7 jours)

- Stephen Tyrone Williams (Randy)
- Jonno Roberts (Jerome Thomas)
- Ashlie Atkinson (Gay)
- James Martinez (Diego Salcedo)
- Joel Hatch (Andrew Donnelly)
- Jeremy Rishe (Emerson)
- Jack Dimich (Ivan Kershavin)
- Ross DeGraw (Wolfe)
- Jane Alexander (C.)
- Adam McNulty (Detective Park)
- Annika Peterson (Charlotte Klemmer)
- Kate Levy (Avocat)
- Francesca Choy-Kee (Serveuse)
- Jim Watkins (Journaliste)
- Christina Pumariega (Policier en uniforme)

### Épisode 15:Guerre des étoiles
- États-Unis /  Canada : 6 février 2014 sur CBS / Global
- Suisse : 13 novembre 2014 sur RTS Un
- France : date inconnue sur M6
- Québec : 15 mai 2015 sur Séries+

- États-Unis : 9,45 millions de téléspectateurs[41] (première diffusion)
- Canada : 1,59 million de téléspectateurs[42] (première diffusion + différé 7 jours)

- Aleksa Palladino (Iris Lanzer)
- Scott Cohen (Nolan Sharp)
- Jennifer Laura Thompson (en) (Rachel Brown)
- Dan Cooney (Cliff Brown)
- Bill Sage (Jake Picardo)
- Curtis McClaren (Morris Gilroy)
- David Gregory (Nicholas Orman)
- Tally Sessions (Officier Jaffin)
- Alec Beard (Officier Conroy)
- Bradford Cover (Vincent Renatto)
- Nina Lafarga (Tatiana)
- Liz Wasan (Régisseur)
- John Leonard Thompson (Avocat de Picardo)
- Andrea Green (Danseur #1)
- Hannah Kahn (Danseur #2)
- Kimberly Faure (Nell Solange)

### Épisode 16:Combat de coqs
- États-Unis /  Canada : 27 février 2014 sur CBS / Global
- Suisse : 13 novembre 2014 sur RTS Un
- Québec : 22 mai 2015 sur Séries+

- États-Unis : 8,66 millions de téléspectateurs[43] (première diffusion)
- Canada : 1,75 million de téléspectateurs[44] (première diffusion + différé 7 jours)

- Sean Pertwee (Gareth Lestrade)
- Sarah Goldberg (Miss Truepenny)
- Bill Irwin (Richard Balsille)
- Maggie Lacey (Louise Forrester)
- Bhavesh Patel (Neetzan Mehmet)
- Parker Pogue (John Bowden)
- Rosalyn Coleman (Directeur de l'Hotel)
- Don Sparks (Avocat)
- Justin Morck (Commandant du Swat)
- Robert Jimenez (Agent hospitalier Guillermo)

### Épisode 17:Pavillons en berne
- États-Unis /  Canada : 6 mars 2014 sur CBS / Global
- Suisse : 20 novembre 2014 sur RTS Un
- Québec : 29 mai 2015 sur Séries+

- États-Unis : 8,54 millions de téléspectateurs[45] (première diffusion)
- Canada : 1,7 million de téléspectateurs[46] (première diffusion + différé 7 jours)

- Sean Pertwee (Gareth Lestrade)
- Jeremy Davidson (Gordon Cushing)
- Cara Buono (Sarah Cushing)
- Sean Nelson (Shawn Menck)
- Eric Miller (Kidnappeur)
- Squeaky Moore (Policien en uniforme)
- Amir Babayoff (Chauffeur de Taxi)

### Épisode 18:Le Dénicheur
- États-Unis /  Canada : 13 mars 2014 sur CBS / Global
- Suisse : 20 novembre 2014 sur RTS Un
- Québec : 5 juin 2015 sur Séries+

- États-Unis : 8,94 millions de téléspectateurs[47] (première diffusion)
- Canada : 1,5 million de téléspectateurs[48] (première diffusion + différé 7 jours)

- Jordan Gelber (Dr Eugene Hawes)
- Ron Canada (Manny Rose)
- Shiri Appleby (Dalit Zirin)
- Mather Zickel (Hank Prince)
- Gretchen Egolf (Karen Buckner)
- Jason Danieley (Barry Granger)
- Christina Jackson (Nicole Watkins)
- Pun Bandhu (Assistant de laboratoire)
- Adam Grupper (Avocat de Hank)
- Ralph Byers (Chuck Hammond)

### Épisode 19:Les Dents de la mort
- États-Unis /  Canada : 3 avril 2014 sur CBS / Global
- Suisse : 27 novembre 2014 sur RTS Un
- Québec : 12 juin 2015 sur Séries+

- États-Unis : 7,83 millions de téléspectateurs[49] (première diffusion)
- Canada : 1,41 million de téléspectateurs[50](première diffusion + différé 7 jours)

- Bruce Altman (Dr Jonathan Fleming)
- Robert Stanton (Stan Kovacevic)
- Judith Ivey (Ruth Colville)
- Sue-Anne Morrow (Detective Leslie Loughlin)
- Christopher Fitzgerald (Dr Neil Murray)
- Shawn K. Curran (Alan Vikner)
- Greg Coughlin (Aaron Colville)
- Kevin Loreque (Homme à lunettes)
- Alex Morf (Miles Pohlua)
- Liche Ariza (Edgar Alvarez)
- Bowman Wright (James Deer)
- Aaron Schwartz (Jersey Shore)
- Dana Berger (Urgentiste)
- Richard Busser (Cambrioleur)

### Épisode 20:Charbon ardent
- États-Unis /  Canada : 10 avril 2014 sur CBS / Global
- Suisse : 27 novembre 2014 sur RTS Un
- Québec : 19 juin 2015 sur Séries+

- États-Unis : 7,9 millions de téléspectateurs[51] (première diffusion)
- Canada : 1,4 million de téléspectateurs[52] (première diffusion + différé 7 jours)

- Roger Rees (Alistair)
- Ron Raines (Ian)
- Garrett Dillahunt (Bart MacIntosh)
- Brandon Espinoza (Apollo Mercer)
- Michael Medeiros (Joe Bey)
- Jamie Harrold (Coogan Burl)
- Dennis Flanagan (Jeremy)
- Larry Mitchell (Policier en uniforme)
- Brett G. Smith (Commandant du SWAT)
- Jay Ward (Agent du SWAT)

### Épisode 21:Un drone de moustique…
- États-Unis /  Canada : 24 avril 2014 sur CBS / Global
- Suisse : 4 décembre 2014 sur RTS Un
- Québec : 26 juin 2015 sur Séries+

- États-Unis : 8,13 millions de téléspectateurs[53] (première diffusion)
- Canada : 1,45 million de téléspectateurs[54] (première diffusion + différé 7 jours)

- Henri Lubatti (Marchef)
- Jeremy Shamos (Dr Paul Sutherland)
- Teal Wicks (Tess Dahl)
- Vincenzo Amato (Guillaume de Soto)
- T. Ryder Smith (Kenneth Carlson)
- Josh Salatin (Wyatt)
- Mandy Siegfried (Ellen Pierce)
- Alicia Harding (Meryl)
- Ken Marks (Chef de Meeting)

### Épisode 22:Les Hommes de l'ombre
- États-Unis /  Canada : 1er mai 2014 sur CBS / Global
- Suisse : 4 décembre 2014 sur RTS Un
- Québec : 3 juillet 2015 sur Séries+

- États-Unis : 7,79 millions de téléspectateurs[55] (première diffusion)
- Canada : 1,42 million de téléspectateurs[56] (première diffusion + différé 7 jours)

- Henri Lubatti (Marchef)
- Vincenzo Amato (Guillaume de Soto)
- Tim Guinee (Dean McNally)
- Michael Gaston (Kurt Yoder)
- Max Van Bel (Jem)
- Andrew Halliday (M. Hostetler)
- Nambi E. Kelley (Mme Stone)
- Ty Jones (Deron)
- Joseph Thompson (Leader)
- Tyler Evans (Agent de la NSA)

### Épisode 23:Le Secret dans la peau
- États-Unis /  Canada : 8 mai 2014 sur CBS / Global
- Suisse : 11 décembre 2014 sur RTS Un
- Québec : 10 juillet 2015 sur Séries+

- États-Unis : 7,54 millions de téléspectateurs[57] (première diffusion)
- Canada : 1,32 million de téléspectateurs[58] (première diffusion + différé 7 jours)

- Candis Cayne (Mme Hudson)
- Ralph Brown (Tim Sherrington)
- Emily Bergl (Marion West)
- Jim Norton (Sir James Walter)
- Jordan Gelber (Médecin-légiste Hawes)
- Tony Sheldon (Médecin britannique)

### Épisode 24:La Grande Expérience
- États-Unis /  Canada : 15 mai 2014 sur CBS[59] / Global
- Suisse : 11 décembre 2014 sur RTS Un
- Québec : 17 juillet 2015 sur Séries+

- États-Unis : 7,37 millions de téléspectateurs[60] (première diffusion)
- Canada : 1,36 million de téléspectateurs[61](première diffusion + différé 7 jours)

- Ralph Brown (Tim Sherrington)
- Jim Norton (Sir James Walter)
- Nasser Faris (Julian Afkhami)